# Тхатенг

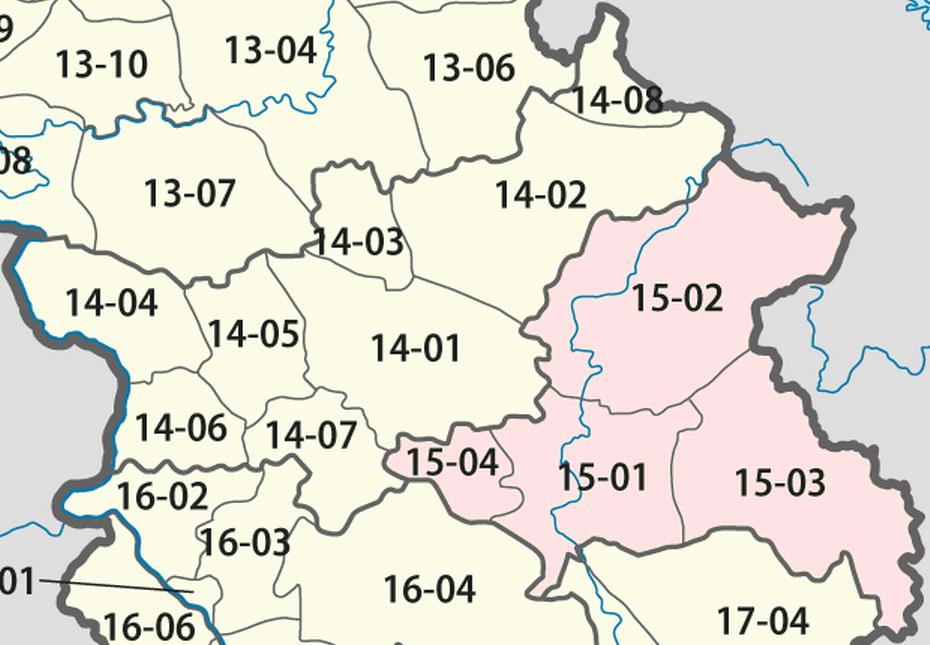
Число 15-04

Тхатенг — один з районів (лаос. ເມືອງ муанг) провінції Секонг, Лаос.